# Мартюхи (Смоленская область)
Мартюхи — деревня  в  Смоленской области России,  в Вяземском районе. Входит в состав Масловского сельского поселения.

## География
Расположена в восточной части области  в 16 км к северо-западу от районного центра, у автодороги  Вязьма — Холм-Жирковский.

## Население
| 2007 |
| ---- |
| 3    |

## История
В октябре 1941 года в районе деревни шли ожесточённые бои (см. Московская битва). Здесь войска 19-й армии Западного фронта пытались вырваться из окружения (так называемого «Вяземского котла). По словам местных жителей, которых в марте 1942 года гитлеровцы согнали хоронить погибших солдат советской армии, трупы лежали в речной долине в «7 слоёв».

## Религия
Церковь Фёдора Стратилата .